# Eccidio del ponte dell'Industria

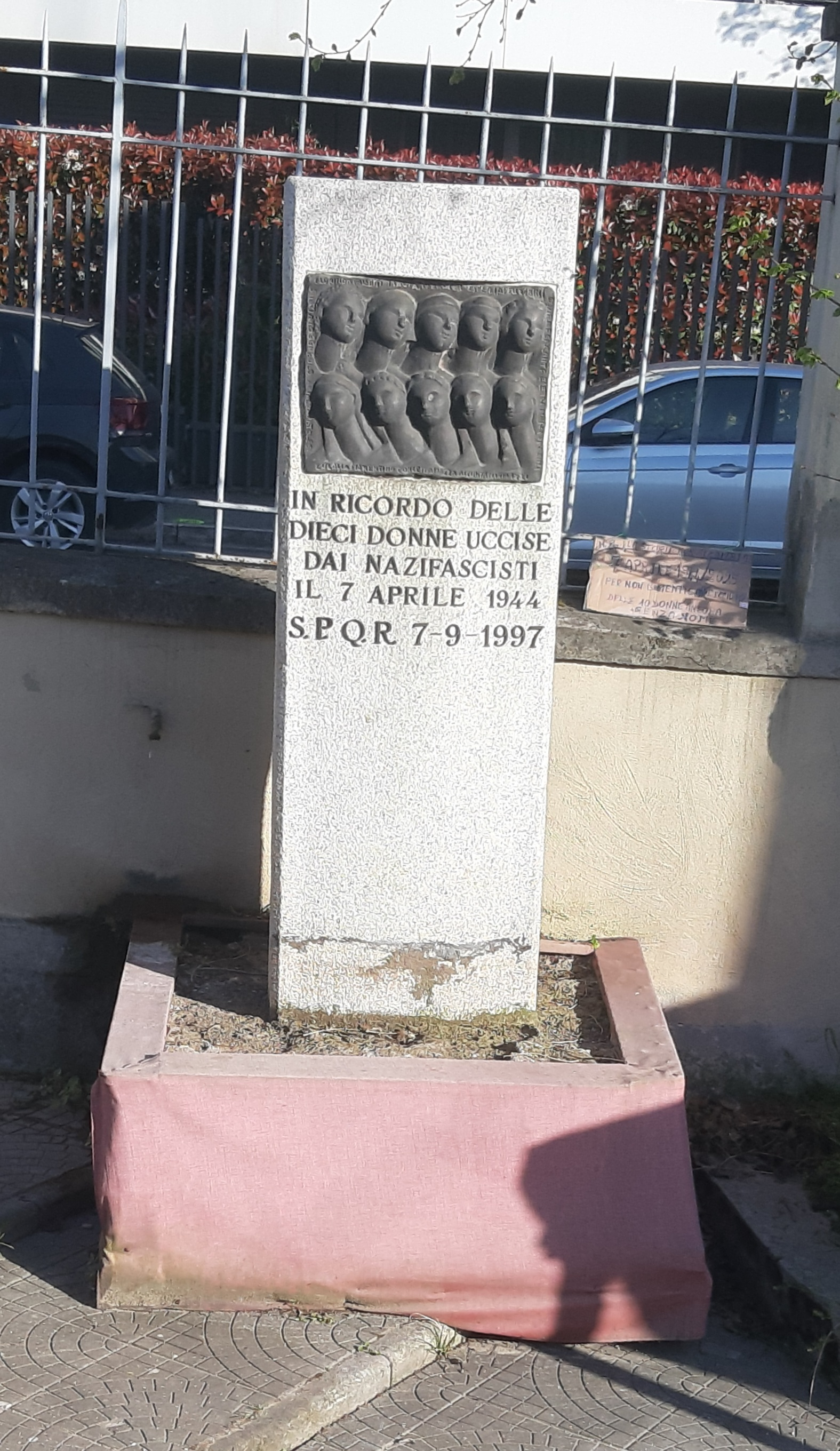
Monumento commemorativo del presunto eccidio

L'eccidio del ponte dell'Industria è un presunto crimine di guerra che sarebbe stato compiuto a Roma il 7 aprile 1944. Le vittime di tale episodio sarebbero state dieci donne, sommariamente fucilate dal servizio di sicurezza delle SS, per aver assaltato un forno che riforniva le truppe d'occupazione della Germania nazista. Le donne sarebbero state sorprese dai militari tedeschi con pane e farina, allineate sulle transenne del ponte dell'Industria sul lato di via del Porto Fluviale e fucilate.
La prima e unica pubblicazione a menzionare l'episodio fu un saggio del 1994 di Cesare De Simone, il quale successivamente aggiunse maggiori dettagli in un romanzo pubblicato nel 1998 senza mai fornire evidenze documentali. Forti dubbi sulla realtà dell'episodio sono stati espressi dallo storico Gabriele Ranzato in un testo pubblicato nel 2019. A seguito della pubblicazione della ricerca storica “La verità sull'eccidio del Ponte di ferro” edita nel 2023 dallo studioso Giorgio Guidoni, i curatori dell'Atlante delle stragi naziste e fasciste in Italia hanno cancellato l'episodio dall'elenco “poiché mai avvenuto”.

## Contesto storico
La già precaria situazione alimentare della capitale si aggravò ulteriormente in conseguenza dell'ordinanza emessa il 26 marzo 1944 dal generale Kurt Mälzer, comandante della città di Roma durante l'occupazione, che aveva ridotto da 150 a 100 grammi per persona la razione giornaliera di pane destinata ai civili. A partire dalla seconda metà di aprile si intensificarono gli episodi di attacchi ai forni o ai trasporti del pane. Un telegramma del prefetto al capo della polizia datato 21 aprile menziona «manifestazioni alquanto vivaci da parte di donne per mancanza di pane» in cui un forno era stato assaltato «con asportazione anche di denaro»; altre informative di polizia nel mese di maggio segnalano «incidenti davanti a molti forni provocati da gruppi di donne e bambini», fra cui i due più gravi si verificarono in via Nomentana (un forno assaltato da cui vennero asportati ottocento chili di pane, pasta e farina) e in via San Francesco a Ripa in Trastevere (un tentato assalto).
L'episodio più noto si verificò il 3 maggio, quando fu assaltato a un forno in via del Badile, nel Tiburtino: un milite della PAI uccise Caterina Martinelli, una madre di sette figli che stava scappando dopo essersi impossessata di una pagnotta. Un rapporto del vice capo di polizia Cerruti indirizzato al ministro degli interni della RSI Guido Buffarini Guidi, datato 15 maggio, esprime preoccupazione per la situazione dell'ordine pubblico, menzionando fra l'altro recenti «episodi sporadici di assalti ai forni». Dopo l'uccisione della Martinelli, comunque, gli assalti videro protagonisti gruppi meno numerosi, che attaccavano soprattutto le piccole consegne alle panetterie.

## I precedenti immediati e il presunto eccidio

### Gli assalti ai forni nella prima settimana di aprile
Secondo il libro di Cesare De Simone Roma città prigioniera, pubblicato nel 1994, la prima protesta di donne contro la riduzione della razione di pane avrebbe avuto luogo il 1º aprile al forno Tosti (quartiere Appio); il 6 aprile, a Borgo Pio, sarebbe poi stato bloccato e depredato un camion che ogni giorno ritirava il pane per portarlo alla caserma dei militi della GNR (Guardia Nazionale Repubblicana).

### Il presunto eccidio
Sempre secondo De Simone, il 7 aprile, sul ponte dell'Industria (un ponte metallico che collega i quartieri Ostiense e Portuense) 
De Simone scrive dell'eccidio del ponte dell'Industria nel suo romanzo Donne senza nome, pubblicato nel 1998, che viene presentato dall'autore come un'inchiesta basata su un documento e su varie testimonianze. In tale libro De Simone ha così elencato i nomi delle vittime: Clorinda Falsetti, Italia Ferracci, Esperia Pellegrini, Elvira Ferrante, Eulalia Fiorentino, Elettra Maria Giardini, Concetta Piazza, Assunta Maria Izzi, Arialda Pistolesi, Silvia Loggreolo. 
De Simone scrive di essersi imbattuto, nel corso di una ricerca d'archivio, in uno scarno resoconto dell'episodio, che però non è stato mai pubblicato, né trovato in ricerche d'archivio svolte successivamente da altri studiosi. Da questa circostanza sarebbe stato indotto a interrogare testimoni e a intraprendere investigazioni anche mediante ricerche al cimitero del Verano e annunci su quotidiani romani.

Il documento citato da De Simone, un mattinale di polizia mai pubblicato, reciterebbe: 
Il cadavere di una delle donne sarebbe stato ritrovato nudo sotto il ponte. La testimonianza proverrebbe dall'allora giovanissimo parroco di San Benedetto all'Ostiense: 
La testimonianza del parroco, in forma più estesa e con parole diverse, è anche in Donne senza nome; qui il parroco afferma esplicitamente che la donna trovata morta sotto il ponte è stata violentata.
Sempre in Donne senza nome De Simone introduce alcune battute che il romanziere asserisce siano state pronunciate in un interrogatorio, durante il processo dell'ex capitano nazista delle SS Erich Priebke, imputato fra il 1996 e il 1998 dalla procura militare di Roma per la partecipazione alla strage delle Fosse Ardeatine: 
Donne senza nome contiene una testimonianza dell'ex gappista ed ex parlamentare del PCI Carla Capponi, la quale asserisce di aver saputo dell'eccidio solo dopo la liberazione di Roma, nell'ottobre o nel novembre del 1944, da «due compagne di Monteverde» che «avevano partecipato all'assalto».
Così rievoca l'eccidio la stessa Carla Capponi nelle sue memorie, pubblicate nel 2000:
La lapide in bronzo posta nel 1997 all'ingresso del ponte (lato via del Porto Fluviale) è opera dello scultore Giuseppe Michele Crocco.

## Revisione storiografica
Nella sua monografia sulla Resistenza romana La liberazione di Roma, pubblicata nel 2019, lo storico Gabriele Ranzato rileva che De Simone ha indicato Carla Capponi come una delle sue «prime fonti orali» per l'episodio dell'eccidio del ponte dell'Industria; Ranzato osserva inoltre che la stessa Capponi ha narrato l'episodio nel suo libro di memorie Con cuore di donna (2000), arricchendolo di ulteriori dettagli.
Commenta Ranzato: «E forse allora quella strage tedesca è veramente successa. Ma a lasciare molte perplessità non c'è solo il fatto che il documento riportato da De Simone, un mattinale di polizia privo di qualsiasi riferimento archivistico, è risultato assolutamente introvabile, che le testimonianze sono poco più che chiacchierate occasionali, e soprattutto che lo stesso autore nella postfazione, ribadendo l'autenticità del caso narrato, specifichi che "accurate ricerche non hanno permesso di trovare - in un verbale di polizia - altro che i nomi delle 10 vittime" e si richiami "alla fantasia della narrazione"».
Sempre secondo Ranzato, maggiori dubbi nascono dai seguenti interrogativi: «Com'è possibile [...] che, di dieci donne uccise, delle quali almeno una buona parte doveva avere una famiglia, non ci sia stato nessun parente che, quanto meno dopo la liberazione della città, ne abbia reclamato i corpi, abbia denunciato con forza l'atto barbaro di cui erano restate vittime, sapendo di trovare gran numero di forze politiche e organi di stampa disposti a farsi portavoce di quella denuncia? E per altro verso [...] perché le forze antifasciste, tra le quali quella comunista fu subito una delle più attive nell'incitare le lotte per il pane, sono restate in silenzio di fronte a un atto di repressione che, se per spietatezza era secondo solo alla strage delle Fosse Ardeatine, per la sua feroce esecuzione in pubblico, accompagnata - si dice - da una terrificante esposizione dei cadaveri, e per il genere esclusivamente femminile delle sue vittime, era un unicum nella capitale?».
Rileva inoltre Ranzato che «né la stampa clandestina durante l'occupazione né quella ormai libera dopo hanno dato alcuna notizia dell'eccidio [...]. Nessun cenno peraltro se ne è trovato in alcuna delle fonti relative ad ambiti cattolici, solitamente attenti alle sofferenze degli umili "innocenti" [...]. E infine è anche difficile capire perché di un fatto così grave commesso dai tedeschi non ci sia traccia nelle comunicazioni intercorse tra le autorità fasciste, o da esse dirette agli stessi "alleati" germanici, in cui a volte manifestavano anche contrarietà circa il loro operato».
Nel suo testo La verità sull’eccidio del Ponte di ferro, pubblicato nel 2023, lo studioso Giorgio Guidoni ricostruisce la biografia delle dieci donne elencate da Cesare De Simone. La sua ricerca, basata su documenti di archivio e testimonianze di parenti diretti, porta alla conclusione che nessuna delle donne in questione trovò la morte il 7 aprile 1944 sul Ponte dell’Industria. A febbraio 2024, una di esse risulta ancora in vita, mentre un'altra era stata scambiata con un uomo e un'altra ancora era una bambina di 4 anni uccisa nella strage di Pratarelle/Vicovaro il 7 giugno 1944.

## Opere cinematografiche e teatrali
- Emanuela Giordano, Le ragazze del ponte (2001), mediometraggio (52 minuti); altro titolo: 7 Aprile 1944 – Storie di donne senza storia.
- I dieci angeli del ponte (2004), testo di Paolo Buglioni e Alessia Bellotto Gai, regia di Alessia Gai (spettacolo teatrale rappresentato al Teatro San Paolo in occasione del 60º anniversario dell'eccidio).